# Vollstedter See
Der Vollstedter See ist ein See im Kreis Rendsburg-Eckernförde im deutschen Bundesland Schleswig-Holstein nordwestlich der Ortschaft Groß Vollstedt. Der See ist ca. 30 ha groß und bis zu 1,7 m tief.
Am Vollstedter See gibt es eine Badestelle.